# Stadio di San Mamés (2013)
Lo stadio di San Mamés (in spagnolo estadio de San Mamés) è uno stadio di calcio 
di Bilbao, in Spagna.

## Storia
Il progetto, opera dell'architetto César Azkarate, è datato 2006 ed i lavori sono iniziati tra la fine del 2009 e l'inizio del 2010, per essere completato nel 2013 ed inaugurato ufficialmente il 15 luglio 2013.
Lo stadio ospita le gare casalinghe dell'Athletic Bilbao dalla stagione 2013-14 al posto del 
precedente impianto, sia pure con una curva incompleta durante la prima stagione. A livello europeo, risulta essere uno stadio a 5 stelle UEFA ed arriverà ad avere, una volta completo, una capienza di 63 289 posti. Il costo per i lavori si aggira attorno ai 173 milioni di euro.
L'Athletic Club allenato da Ernesto Valverde vi ha disputato la sua prima partita il 16 settembre 2013, battendo con il risultato di 3-2 il Celta Vigo allenato da Luis Enrique grazie ai gol di San Josè, Iraola e Beñat, che hanno reso inutili le reti dei galiziani di Charles (primo marcatore in assoluto) e Santi Mina. La Euskal Selekzioa vi ha invece esordito il 28 dicembre 2013 contro la Nazionale di calcio del Perù, vincendo per 6-0, con le doppiette di Aritz Aduriz ed Imanol Agirretxe e le marcature di Roberto Torres Morales e Markel Susaeta.
Il 15 luglio 2014 viene inaugurato nonché completato.
Il 26 febbraio 2015 il Torino diventa la prima squadra italiana a vincere sul campo dell'Athletic.

## Altri eventi
Lo stadio è stato il teatro delle finali dell'European Rugby Challenge Cup e dell'European Rugby Champions Cup 2018.
La competizione regina è stata vinta dagli irlandesi del Leinster Rugby contro i francesi del Racing 92 mentre la seconda competizione è stata vinta dai gallesi del Cardiff Blues i quali hanno battuto agli ultimi minuti di gioco Gloucester Rugby.
Lo stadio avrebbe dovuto ospitare alcune partite della fase a gironi di Euro 2020 ed un ottavo di finale, ma a causa dei problemi relativi alla Pandemia di COVID-19, le partite sono state spostate allo Stadio de la Cartuja di Sivglia.

## Incontri importanti

### Finale di European Champions Cup 2018
| Arbitro: | Wayne Barnes |

|                                      |      |                            |
| 16’, 38’, 53’ Sexton 73’, 78’ Nacewa | c.p. | 3’, 21’, 44’, 70’ Iribaren |

### Finale di European Rugby Challenge Cup 2018
| Arbitro: | Jérôme Garcès |

|                                      |      |                                    |
| 41’ T. Williams 54’ Smith 75’ Scully | mt   | 8’ Trinder 37’ Atkinson 58’ Hanson |
| 41’, 55’ Evans                       | tr   | 9’, 38’, 59’ Twelvetrees           |
| 4’, 15’, 50’ Evans 78’ Anscombe      | c.p. | 26’, 40+1’, 62’ Twelvetrees        |